# Nagroda im. Raya Bradbury’ego
Nagroda im. Raya Bradbury’ego za Wyjątkową Prezentację Dramatyczną (ang. Ray Bradbury Award for Outstanding Dramatic Presentation) – nagroda za scenariusz filmowej bądź telewizyjnej produkcji z dziedziny fantastyki przyznana po raz pierwszy w 1992 roku. Wręczana była nieregularnie, np. zawieszana na czas przyznawania nagrody Nebula w kategorii Best Script w latach 1999-2008.
Nagroda przyznawana jest przez SFWA (Science Fiction and Fantasy Writers of America – Stowarzyszenie Amerykańskich Pisarzy Fantasy i Science Fiction), a jej laureaci przedstawiani są na dorocznym spotkaniu pod koniec kwietnia wraz z Nebulą.
Patronem nagrody jest amerykański pisarz s-f Ray Bradbury. Odlewana z brązu statuetka została zaprojektowana przez Vincenta Villafranca. Forma nawiązuje do Kronik marsjańskich Bradbury’ego, z dodatkiem na szczycie kuli używanej w maszynach do pisania typu IBM Selectric, której to maszyny używał Bradbury.

## Laureaci[2]
| Rok  | Autor                                                                                | Praca                                |
| ---- | ------------------------------------------------------------------------------------ | ------------------------------------ |
| 1991 | James Cameron (scenariusz/reżyseria) i William Wisher (scenariusz)                   | Terminator 2: Dzień sądu             |
| 1998 | J. Michael Straczynski                                                               | Babilon 5                            |
| 2000 | Yuri Rasovsky i Harlan Ellison                                                       | 2000X: „Tales of the Next Millennia” |
| 2008 | Joss Whedon                                                                          | cała twórczość                       |
| 2009 | Neill Blomkamp                                                                       | Dystrykt 9                           |
| 2010 | Christopher Nolan                                                                    | Incepcja                             |
| 2011 | Richard Clark (reżyseria) i Neil Gaiman (scenariusz)                                 | Doktor Who: „The Doctor's Wife”      |
| 2012 | Benh Zeitlin (scenariusz/reżyseria) i Lucy Alibar (scenariusz)                       | Bestie z południowych krain          |
| 2013 | Alfonso Cuarón (scenariusz/reżyseria) i Jonás Cuarón (scenariusz)                    | Grawitacja                           |
| 2014 | James Gunn (scenariusz/reżyseria) i Nicole Perlman (scenariusz)                      | Strażnicy Galaktyki                  |
| 2015 | George Miller (scenariusz/reżyseria), Brendan McCarthy i Nico Lathouris (scenariusz) | Mad Max: Na drodze gniewu            |
| 2016 | Eric Heisserer                                                                       | Nowy początek                        |
| 2017 | Jordan Peele                                                                         | Uciekaj!                             |
| 2018 | Phil Lord, Rodney Rothman                                                            | Spider-Man Uniwersum                 |
| 2019 | Neil Gaiman                                                                          | Dobry omen: Hard Times               |
| 2020 | Michael Schur                                                                        | Dobre miejsce: Whenever You're Ready |
| 2021 | Jac Schaeffer                                                                        | WandaVision                          |
| 2022 | Daniel Kwan i Daniel Scheinert                                                       | Wszystko wszędzie naraz              |
| 2023 | Greta Gerwig, Noah Baumbach                                                          | Barbie                               |
| 2024 | Jon Spaihts, Denis Villeneuve (scenariusz)                                           | Diuna: Część druga                   |